# Судан, Мадху
Мадху Судан (Madhu Sudan; род. 12 сентября 1966, Ченнаи, Индия) — индийско-американский учёный в области информатики. Профессор Гарвардского университета (с 2015), перед тем профессор Массачусетского технологического института и сотрудник IBM и Microsoft. Член Национальной АН США (2017) и Американской академии искусств и наук (2010).

## Биография
Окончил Indian Institute of Technology Delhi (бакалавр информатики, 1987). В 1992 году в Калифорнийском университете в Беркли получил степень доктора философии по информатике — под началом Umesh Vazirani; на следующий год его диссертация была отмечена там Sakrison Memorial Award, а также удостоилась ACM Doctoral Dissertation Award. С 1992 по 1997 год сотрудник-исследователь департамента математических наук Исследовательского центра Томаса Ватсона IBM. С 1997 года ассоциированный профессор, с 2003 года профессор Массачусетского технологического института, именной в 2005—2011 годах, в 2011—2015 годах адъюнкт-профессор. С 2009 по 2015 год главный научный сотрудник Microsoft Research. Фелло ACM (2009), IEEE (2010), AMS (2013).

## Награды и отличия
- Стипендия Слоуна (1998)
- NSF CAREER Award (1999)
- IEEE Information Theory Paper Award (2000)
- Премия Гёделя (2001)[5]
- Премия Неванлинны (2002)
- Distinguished Alumnus Award Калифорнийского университета в Беркли (2003)
- Radcliffe Fellow[англ.] (2003—2004)
- Distinguished Alumnus Award, Indian Institute of Technology Delhi[англ.] (2004)
- Стипендия Гуггенхайма (2005—2006)
- Infosys Prize[англ.] (2014)
- Стипендия Гуггенхайма (2022)